# Friedrich von Schleswig-Holstein-Sonderburg-Norburg
Friedrich von Schleswig-Holstein-Sonderburg-Norburg (* 26. November 1581 in Sønderborg; † 22. Juli 1658 in Nordborg (Norburg)) war Herzog von Schleswig-Holstein-Sonderburg-Norburg.

## Leben
Friedrich war der drittjüngste Sohn von Johann von Schleswig-Holstein-Sonderburg (1545–1622) aus dessen erster Ehe mit Elisabeth von Braunschweig-Grubenhagen (1550–1586). Den Großteil seines Lebens verbrachte er an den Höfen von Kopenhagen und Dresden. Als sein Vater sein abgeteiltes Herzogtum in seinem Testament 1622 unter seinen überlebenden sechs Söhnen aufteilte, ging Friedrich zunächst leer aus. 1624 starb jedoch sein Bruder Johann Adolf ohne Nachkommen und Titel und Herzogtum gingen auf Friedrich über. Das ohnehin kleine Herzogtum auf der Nordhälfte der Insel Alsen war deutlich kleiner als 1622, weil Johann Adolf dem Bruder Alexander, der mit Schleswig-Holstein-Sonderburg die Südhälfte der Insel geerbt hatte, mit drei Gütern fast die Hälfte seines Landes verkauft hatte. Trotz Unterstützung seiner weiteren Brüder und des dänischen Königs erhielt Friedrich nur einen Hof zurück. Fast seine gesamte Regierungszeit war von Kriegen bestimmt. 1657 wurde das Herzogtum von schwedischen Truppen geplündert.

## Ehen und Nachkommen
Erst als Herzog konnte Friedrich auf Brautschau gehen. Am 1. August 1627 heiratete er Juliane (* 26. Dezember 1589; † 1. Dezember 1630), Tochter von Franz II. von Sachsen-Lauenburg. Das Paar hatte einen Sohn, Johann Bogislaw.
Nach dem Tode seiner ersten Frau heiratete Friedrich am 5. Februar 1632 Eleonore von Anhalt-Zerbst (* 10. November 1608 in Zerbst; † 2. November 1680 in Osterholm), Tochter von Rudolf von Anhalt-Zerbst. Das Paar hatte folgende Kinder:
- Elisabeth Juliane (1633–1704) ⚭ 17. August 1656 Anton Ulrich von Braunschweig-Wolfenbüttel (1633–1714)
- Dorothea Hedwig (1636–1692), Äbtissin im Stift Gandersheim (1665–78) – Sie konvertierte zum Katholizismus und heiratete am 7. Juni 1678 Christoph von Rantzau-Hohenfeld.
- Christian August (1639–1687), Reisender und Seeoffizier in der British Navy
- Luise Amöne (* 15. Januar 1642; † 4. Juni 1685) ⚭ 28. August 1665 Graf Johann Friedrich I. von Hohenlohe-Neuenstein-Öhringen (1617–1702)
- Rudolf Friedrich (* 27. September 1645; † 14. November 1688) holländischer Militär ⚭ 10. Juni 1680 Bibiane von Promnitz (* 8. August 1649; † 19. August 1685)

Nach Friedrichs Tod 1658 übernahm sein ältester Sohn den Titel und das hochverschuldete Herzogtum.